# مدرسه کسب‌وکار اومئو
مدرسه کسب‌وکار اومئو (به سوئدی: Handelshögskolan vid Umea Universitet) یک مرکز آموزشی مخصوص کسب‌وکار و اقتصاد وابسته به دانشگاه اومئو می‌باشد.
این مرکز آموزشی در سال ۱۹۸۹ میلادی تأسیس شده و دارای ۲۰۰۰ دانشجو می‌باشد.